# Hayat Sindi
Hayat bint Sulaiman Hassan bin Sindi Embaixador(a) da boa vontade da UNESCO(em árabe: حياة سندي) é uma médica e cientista saudita e um dos primeiros membros do sexo feminino da Assembleia Consultiva da Arábia saudita. Ela é famosa por fazer grandes contribuições sobre os pontos-de-cuidado médicos, testes e biotecnologia. Ela foi classificada pela Arabian Business como a 19º maior influência árabe no mundo e a nona mais influente de um ranking de mulheres árabes.

## Educação
Hayat Sindi nasceu em Meca. Em 1991, ela convenceu a sua família a deixá-la viajar sozinha para o Reino Unido, a fim de prosseguir a sua educação superior. Depois de um ano passou a aprender inglês e a estudar para o seu nível académico, e foi aceita no King's College, de Londres.
Sindi, que usa o tradicional véu muçulmano, foi pressionada a abandonar as suas crenças culturais e religiosas enquanto frequentava a universidade; contudo, ela insistiu, mantendo a visão pessoal de que a religião, cor ou sexo de uma pessoa não tem nenhuma influência sobre as contribuições científicas da mesma. Sindi continuou os estudos e acabou por obter um Ph D. em biotecnologia no Newnham College, Cambridge, em 2001; ela foi a primeira mulher saudita a ser aceite na Universidade de Cambridge, no campo da biotecnologia, e a primeira mulher de qualquer um dos Estados Árabes do Golfo Pérsico e concluir um doutoramento no campo.

## Carreira
Em 2010, Sindi foi a vencedora do prémio de inovação científica Mekkah Al Mukaramah, dado pelo Príncipe Khalid bin Faisal Al Saud. Ela foi também nomeada para o 2011 Emergentes Explorer pela National Geographic Society.
No dia 1 de outubro de 2012, Sindi foi nomeada por Irina Bokova, da UNESCO, como uma Embaixadora da boa vontade da UNESCO pelos seus esforços em promover o ensino de ciências no Médio Oriente, especialmente para as meninas. Ela também esteve na lista da Newsweek das 150 mulheres que agitaram o mundo nesse ano.
Em janeiro de 2013, Sindi inovou novamente ao tornar-se parte do primeiro grupo de mulheres a servir no Conselho Consultivo da Arábia Saudita.

## Reconhecimento
É uma das 100 Mulheres da lista da BBC de 2018.